# Bonneville (Nuova Aquitania)
Bonneville è un comune francese di 162 abitanti situato nel dipartimento della Charente, nella regione della Nuova Aquitania.

## Società

### Evoluzione demografica
Abitanti censiti